# Yvette Lundy

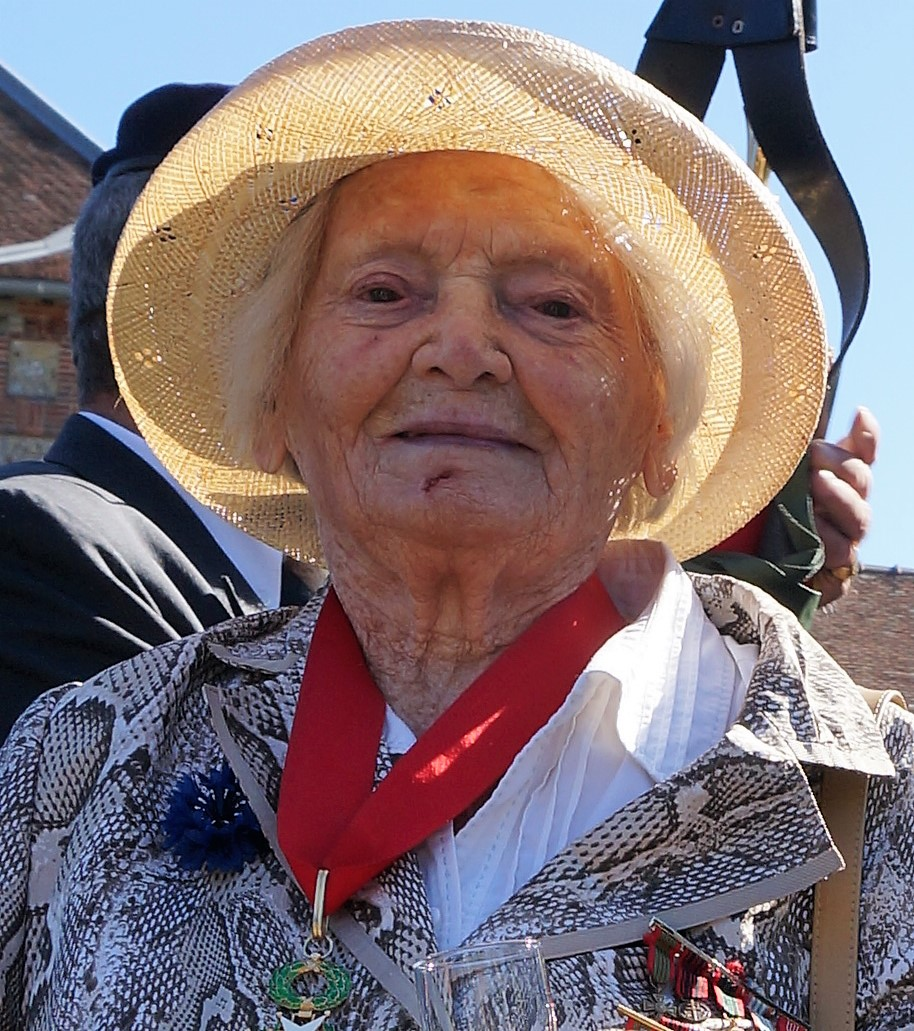
Yvette Lundy (2014)

Yvette Henriette Lundy (* 22. April 1916 in Oger; † 3. November 2019 in Épernay) war eine französische Widerstandskämpferin gegen den Nationalsozialismus in der Résistance, die in den Konzentrationslagern Ravensbrück und Buchenwald interniert war.

## Biografie

### Zwischenkriegszeit
Yvette Lundy entstammt einer Bauernfamilie aus Beine-Nauroy, nordöstlich von Reims. Sie hatte zwei Schwestern (Berthe und Marguerite) und vier Brüder (André, René, Georges und Lucien). Während des Ersten Weltkriegs war Lundys Familie gezwungen aus ihrem Heimatdorf zu fliehen, das sich unmittelbar an der Westfront befand. Die Familie ließ sich daher von November 1914 bis Herbst 1919 zeitweilig in Oger nieder, wo Lundy geboren wurde.
Während Lundy ihre Kindheit in Beine verbrachte, arbeitete sie ab 1938 als Grundschullehrerin und Sekretärin im Rathaus in Gionges, nahe ihrem Geburtsort Oger. Im Mai 1940 floh Lundy wie 10 Millionen weitere Menschen aus Frankreich, Belgien, Luxemburg und den Niederlanden vor den anrückenden deutschen Truppen, kehrte im Juli 1940 aber wieder auf den geplünderten Bauernhof zurück.

### Während der Résistance
Während der Okkupation Frankreichs organisierte sie, dank ihrer Arbeit im Rathaus von Gionges an entscheidender Position, gefälschte Papiere und Lebensmittelkarten für geflohene Gefangene des Lagers im nahegelegenen Bazancourt sowie für eine jüdische Familie. Als Teil des Netzwerks Possum versteckten die Geschwister (alle sieben waren im Widerstand tätig) auf dem Familienbauernhof Kriegsgefangene, Männer, die vor dem Pflichtarbeitsdienst flohen, aufgeflogene Widerstandskämpfer und abgeschossene alliierte Piloten, die nach England zurückgebracht werden sollten.

### Die Deportation
Am 19. Juni 1944 wurde Lundy während des Unterrichtens in Gionges durch die Gestapo festgenommen. Um ihre Geschwister René, Lucien, Georges und Berthe, die ebenfalls in der Résistance aktiv waren, zu schützen, gab sie in den Vernehmungen vor Waise und Einzelkind zu sein. Berthe, Lucien und Georges wurden jedoch auch gefasst und deportiert. Während Berthe und Lucien den Krieg überlebten, starb Georges am 13. März 1945 im KZ Schörzingen. Lundy beschrieb ihre Deportation als eine Abfolge von Schritten zur „Deshumanisierung“ der Gefangenen durch Angst, Schmerz und Verzweiflung. Lundys Deportation begann nach ihrer Festnahme zunächst im Gefängnis von Châlons-sur-Marne, von wo sie in das Fort von Romainville gebracht wurde. Am 18. Juli 1944 wurde sie als Widerstandskämpferin in das Gestapo-Lager Neue Bremm deportiert und schließlich drei Tage später nach Ravensbrück, wo sie die Häftlingsnummer 47 360 erhielt. In Ravensbrück war Lundy zusammen mit den anderen Inhaftierten schwerer Zwangsarbeit unter unmenschlichen Bedingungen ausgesetzt; auch die Angst vor den medizinischen Experimenten des Lagerarztes und Grausamkeiten sogar gegenüber Kindern belasteten sie schwer.
Am 16. November 1944 wurde Lundy in das Konzentrationslager Buchenwald, Außenlager Schlieben, überführt, wo sie in einer Munitionsfabrik arbeiten musste. Am 21. April 1945 wurde das Lager von der Roten Armee befreit. Zu Fuß machten sich Lundy und weitere Deportierte in das über 100 Kilometer entfernte Halle auf, durch den anhaltenden Krieg waren sie jedoch immer wieder zu Umwegen gezwungen. Von Halle aus wurde Lundy am 8. Mai 1945 über den Flughafen Le Bourget nach Paris ins Hotel Lutetia überführt. In Paris wurde Lundy von ihrer Schwester abgeholt und erfuhr vom Tod ihres Bruders.

### Zeitzeugin der Résistance und der Deportationen
Nach Kriegsende litt Lundy sehr unter der Trauer um ihren Bruder und der Skepsis ihrer Zuhörer, wenn sie von ihren Erlebnissen erzählte, weswegen sie schnell aufhörte, über die Kriegsjahre zu sprechen. Ab September 1945 arbeitete sie wieder als Lehrerin und bekam mit ihrem Mann drei Kinder. Ab den 1950er Jahren wurde Yvette Lundy eine wichtige Figur in der Erinnerung an die Résistance im Département Marne: sie engagierte sich in mehreren Verbänden, unter anderem dem Comité des Œuvres Sociales des Organisations de la Résistance (COSOR), der Union Nationale des Associations de Déportés Internés et Familles de Disparus (UNADIF) und den Combattants Volontaires de la Résistance (CVR). Ab 1959 widmete sie sich intensiv der Überlieferung und dem Gedenken an die Résistance und die Deportationen, sowie der deutsch-französischen Aussöhnung. Bis zu ihrem Lebensende gab sie Interviews und trat als Zeitzeugin auf, insbesondere im Rahmen des Programms Concours national de la Résistance et de la Déportation vor jungem Publikum. Auch mit Jugendlichen aus Ettlingen, der Partnerstadt Épernays, stand sie in den Jahren 2013 bis 2015 im Austausch.
Lundy inspirierte den französischen Regisseur Tony Gatlif zu der Figur Mademoiselle Lundi (gespielt von Marie-Josée Croze) in seinem Film Liberté (auch Korkoro), der 2009 erschien. 2012 erschien in Frankreich ihre Autobiografie Le Fil de l'araignée (dt. Der Spinnenfaden, nicht übersetzt).
Yvette Lundy starb am 3. November 2019 im Alter von 103 Jahren in Épernay.

## Auszeichnungen
- Croix de guerre 1939–1945
- Médaille de la Résistance mit Rosette
- 14. April 2017: Mitglied der Ehrenlegion (Großoffizier)[1]
- Ordre national du Mérite (Komtur)

## Publikationen
- Yvette Lundy mit Laurence Boisson-Barbarot: Le fil de l'araignée: Itinéraire d'une résistante déportée marnaise. LB-com, 2012, ISBN 979-1-09091101-7.
- Yvette Lundy: Überleben, trotzdem! L'instinct de survie!: Deportierte Widerstandskämpferin, im Gespräch mit Jugendlichen aus Ettlingen und Epernay. Hrsg.: Stadt Ettlingen, Ville d'Épernay. regionalkultur, 2015, ISBN 978-3-89735-860-7.